# Zagharta
Zagharta (Zgharta, Zghorta, Zaghorta; arab. زغرتا) – miasto w północnym Libanie, siedziba dystryktu, 7 km od Trypolisu, 91 km od Bejrutu. Administracyjnie tworzy jedną jednostkę municypalną z miastem Ehden, oddalonym o 24 km.
W czasie libańskiej wojny domowej Zagharta była bastionem chrześcijańskiej milicji Brygada Marada.